# اولترا اچ‌دی بلوری
اولترا اچ‌دی بلوری (۴کی اولترا اچ‌دی، یواچ‌دی-بی‌دی یا ۴کی بلوری) یک فرمت ذخیره‌سازی دیسک دیجیتال نوری است که یک نوع پیشرفته از بلوری است. دیسک‌های اولترا اچ‌دی بلوری با پخش‌کننده‌های استاندارد بلوری موجود ناسازگار هستند، اگرچه نسخه‌های سنتی بلوری و کپی دیجیتال اغلب با دیسک‌های اولترا اچ‌دی بلوری بسته‌بندی می‌شوند.